# Che baby sitter questa mummia!
Che baby sitter questa mummia! (Mummy Nanny - Unsere mumie ist die beste) è una serie animata televisiva franco-tedesca prodotta da France 2, EM TV Merchandising AG e Les Cartooneurs Associés nel 2001.
In Italia il cartone animato è stato trasmesso in prima visione televisiva sugli schermi di Italia 1 nel 2001 con la sigla italiana scritta da Alessandra Valeri Manera, composta da Max Longhi e Giorgio Vanni, e interpretata da Cristina D'Avena e il coro dei Piccoli Cantori di Milano.

## Personaggi

### Protagonisti
- Nil è una giovane e simpatica ragazza dell'antico Egitto, nipote di Piramidis e apprendista streghetta che, a causa di un incantesimo, è diventata una mummia egizia (il suo vero volto non viene mai visto da umana). La sua incapacità con la tecnologia non viene mai notata dagli altri (a parte Alex e Samanta) nonostante la ragazza finisca spesso, per varie ragioni, al centro dell'attenzione. Nemmeno Nil lo sa, ma sulle sue bende è disegnata una mappa del tesoro. La sua voce italiana è di Emanuela Pacotto.
- Alex Quiproquo è il figlio di Julius e Dorothy e fratello di Samanta. È la persona più intelligente in casa, quindi nota tutte le cose strane che accadono attorno a Nil e alla propria famiglia. La sua voce italiana è di Monica Bonetto.
- Samanta Quiproquo è la figlia di Julius e Dorothy e sorella di Alex. Ama i videogame e le cose da ragazza, e come molte altre donne ha una cotta per Arnold il giornalista. La sua voce italiana è di Tosawi Piovani.
- Julius Quiproquo è il padre di Alex e Samanta e marito di Dorothy. È un abile scrittore che ha l'abitudine di comportarsi come i personaggi dei suoi romanzi per riuscire a caratterizzarli meglio quando viene il momento di scrivere le loro storie, ma questo lo porta ogni volta a non accorgersi di quello che accade attorno a sé e quindi a non notare gli strani avvenimenti in cui la sua famiglia è coinvolta. La sua voce italiana è di Oliviero Corbetta.
- Dorothy Quiproquo è la madre di Alex e Samanta e moglie di Julius. È una scienziata con un dottorato in chimica e uno in biologia. Come il marito non si accorge mai della vera identità della babysitter o quello che accade, ma nel suo caso perché è troppo concentrata a osservare gli esperimenti che compie. Nonostante abbia addirittura costruito un simulatore che utilizza in casa per allenarsi, è dotata di una capacità di guida che porta a effetti disastrosi. La sua voce italiana è di Elda Olivieri.

### Altri personaggi
- Piramidis: è un mago egiziano, zio e precettore di Nil. Nonostante i disastri combinati dalla nipote, la difende sempre. La sua voce italiana è di Mario Zucca.
- Kemunson: è un consigliere del faraone Piramidis. La sua voce italiana è di Mario Scarabelli.

### Antagonisti
- Catastroficus è un uomo basso con un occhio destro bendato. Collezionista di reperti egizi ottenuti illegalmente e avido cacciatore di tesori, sa il segreto di Nil e cerca di catturarla fallendo ogni volta  . La sua voce italiana è di Riccardo Peroni.
- Calamarus scagnozzo di Catastroficus, grasso e tonto. La sua voce italiana è di Riccardo Lombardo.
- Granchius altro scagnozzo di Catastroficus, alto, magro e un po' meno stupido di Calamarus. La sua voce italiana è di Diego Sabre.
- Heidi è una vecchia e brusca ex montanara, ex tata, ex babysitter proveniente dalla Svizzera. La sua voce italiana è di Caterina Rochira.

## Episodi
| Nº | Titolo originale                      | Titolo italiano              |
| -- | ------------------------------------- | ---------------------------- |
| 1  | Momie au saut du lit                  | Il risveglio                 |
| 2  | Week-end chez Akeltonton              | Un compleanno avventuroso    |
| 3  | Un cercueil pour deux                 | Visite dall'Egitto!          |
| 4  | Une fête monstre                      | Festa in maschera            |
| 5  | Le Caméléon sacré                     | Un camaleonte molto speciale |
| 6  | L'Affaire du diadème                  | Il gioiello rubato           |
| 7  | La soucoupe est pleine                | Arrivano gli alieni          |
| 8  | Mic mac à Cap Carnaval                | Pasticcio nello spazio       |
| 9  | Lever de rideau                       | Trionfo in scena             |
| 10 | Quand dire Aton?                      | Ladri d'altri tempi          |
| 11 | Roméo et bandelettes                  | Quasi come un film           |
| 12 | Plage, coquillage et sarcophage       | La famiglia va in vacanza    |
| 13 | Panse-moi, je rêve!                   | Equivoci in ospedale         |
| 14 | Toc Model                             | Una sfilata originale!       |
| 15 | Le Dégel de la momie                  | La cura del gelo             |
| 16 | La Comédie au sous-sol                | Via vai nel sottosuolo       |
| 17 | Camping aux trois vallées             | Campeggio nelle tre valli    |
| 18 | Embrouilles et Pataquès               | Piccoli genitori             |
| 19 | Panique à Epoustoufland               | Al luna park                 |
| 20 | Tohu bahut                            | Lezione di confusione        |
| 21 | Happy burger to you                   | Tanti hamburger a te         |
| 22 | Petits chaussons et grosses pointures | Equivoco a passo di danza    |
| 23 | Sauvez le président!                  | Salvate il presidente        |
| 24 | Tous en chaîne                        | Tutti in TV                  |
| 25 | Pleins feux sur la momie              | Sotto i riflettori           |
| 26 | Chassé-croisé                         | Una cura vincente            |